# イソニアジド
イソニアジド（Isoniazid、イソニコチン酸ヒドラジド、INH(アイナ-）などとも称される）は、結核の予防や治療の第一選択薬とされている抗結核薬である。モノアミン酸化酵素阻害剤として1912年に初めて発見されて以来、はじめは抗うつ薬として使用されたものの、副作用のために利用されなくなった。1951年になって、イソニアジドが結核に対して効果を持つことが明らかになった。イソニアジドに対して結核菌は耐性を急速に獲得することが知られているので、単独で治療に用いられることはほとんどない。（商品名イスコチン）

## 解説
イソニアジドが最初に合成されたのは20世紀の初頭であるが、その抗結核作用が初めて報告されたのは1950年代初頭のことで、3社の製薬会社がその特許を取ろうとして不成功に終わった（最も熱心だったロシュ社は1952年に独自にイソニアジドを開発しリミフォン (Rimifon)として販売した）。イソニアジドの導入により、はじめて結核は無理なく治療できるものとみなされるようになった。
イソニアジドは、錠剤、シロップ、および注射剤（筋注および静注）のかたちで投薬することができる。イソニアジドは世界中で入手が可能で、安価であり、発展途上国でも一般に用いることができる。

## 副作用
有害作用には、蕁麻疹、肝機能検査値の異常、劇症肝炎、中毒性表皮壊死融解症（Toxic Epidermal Necrolysis：TEN）、スティーブンス・ジョンソン症候群、紅皮症（剥脱性皮膚炎）、薬剤性過敏症症候群、中毒性表皮壊死症、間質性肺炎、腎不全、間質性腎炎、ネフローゼ症候群、無顆粒球症、血小板減少、痙攣、視神経炎、視神経萎縮、末梢神経炎のほか、鉄芽球性貧血、末梢神経障害、弱い中枢神経系作用、薬剤相互作用によるフェニトインやジスルフィラムの体内濃度の上昇、緩和しにくいてんかん発作（てんかん重積発作）が含まれる。
末梢神経障害と中枢神経系作用はイソニアジドの使用が関係している。イソニアジドの使用によって起こるピリドキシン（ビタミンB6）の枯渇による副作用であるが、イソニアジドの投与量が5mg/kgの場合にはあまり生じない。なお、イソニアジドで発生する副作用の多発性神経炎はピリドキシン投与で軽減できる。神経障害が珍しくないような状態（糖尿病、尿毒症、アルコール中毒、栄養障害、HIVに感染しているなど）にある人たちや、妊娠している女性、痙攣発作を起こすことのある人は、1日あたり10 mgから50 mgのピリドキシンをイソニアジドと共に投与されることがある。
肝毒性は、吐き気、嘔吐、腹痛、食欲など、患者の状況をつぶさに記録することで避けることが可能である。イソニアジドは肝臓で、おもにアセチル化と脱ヒドラジン化によって代謝され不活化される。N-アセチルヒドラジンの代謝物は、イソニアジドによる治療を受けている患者にみられる肝毒性症状と関係していると考えられている。アセチル化の速さは遺伝的に決定付けられる。ネグロイドとコーカソイドではおよそ50%が代謝の遅い体質（slow inactivator, slow acetylator）であり、モンゴロイドとイヌイットでは大半が代謝の速い体質（rapid inactivator、rapid acetylator）である。代謝が速い人々では、薬の半減期は1-2時間であるが、代謝の遅い人々では2-5時間を要する。代謝の遅い人では使用量を減量しないと様々な副作用が起こるのに対し、代謝が速い人は肝障害が発生しやすいと言われている。
排出は、大雑把に言って腎機能とは関係が見られないが、肝臓病によって半減期が延長することがありうる。アセチル化の割合がイソニアジドの効果を有意に変化させるという報告はまだ成されていない。しかし、薬のアセチル化が遅い場合、長期的に薬を投与されることで血中濃度がより高くなることが考えられ、毒性発現の危険性も増すことになる。イソニアジドとその代謝物は、24時間以内に全排出量の75%から95%が尿中に排出される。少量は唾液、喀痰、糞便にも排出される。イソニアジドは血液透析や腹膜透析で除去される。
頭痛、集中力の低下、記憶力の低下、うつ症状はいずれもイソニアジドの服用と関連があるとされている。これらの副作用の頻度は不明であり、イソニアジドとこれらの症状との関係もはっきりとは確認されていない。自殺念慮や自殺行為のような重大な副作用が起きうる。イソニアジドとリファンピシンとを併用する治療で、ホルモン療法による出産調整の効果が減弱することがある。

### 相互作用
イソニアジドはモノアミン酸化酵素の阻害作用があるため、チーズ、ワイン、魚介乾物、チョコレート・ココアなどのカカオ製品などのチラミン（tyramine:p-hydroxyphenylethylamine）を含有する飲食物を摂取すると、チラミンの代謝が阻害され、チラミン中毒（発汗、動悸、上腹部痛、頭痛、血圧上昇および悪心・嘔吐などの症状）を起こす可能性がある。

## 作用機序
イソニアジドはプロドラッグであり、細菌のカタラーゼによって活性化される必要がある。イソニアジドは、イソニコチン酸アシルとNADHとをカップリングするカタラーゼの1種、KatGによって活性化され、イソニコチン酸アシル-NADH複合体を形成する。この複合体は、InhAの名称で知られるケトエノイルレダクターゼと強固に結びつくことで、天然のエノイル-AcpM基質を阻害し、脂肪酸合成酵素のはたらきも阻害する。この過程によって、マイコバクテリウム属の細胞壁に必要なミコール酸の生合成が阻害される。イソニアジドに対するKatGのはたらきにより、一連の活性酸素種が生成する。そのひとつである一酸化窒素は、他の抗菌薬プロドラッグであるPA824の作用にも重要な役割を果たしていることが報告されている。
イソニアジドは、活発に分裂しているマイコバクテリウム属に対しては殺菌的に作用するが、分裂が遅いと静菌的に作用する。イソニアジドはP450システムを阻害する。

## 薬物動態学

### 投与
イソニアジドの、成人に対する一般的な投与量は、1日あたり5mg/kgである（最大1日投与量は300mg）。処方が間歇的である場合（週に2回ないし3回）は、投与量は15mg/kg（最大1日投与量は900mg）である。薬剤のクリアランス（上記のアセチル化による）が遅い患者には、毒性の発現を抑えるために投与量を減らす必要があることがある。児童に対して望ましいとされる投与量は、1日あたり8-12mg/kgである。

### 代謝
イソニアジドは、血清内、脳脊髄液内、乾酪病変内で治療濃度に達する。イソニアジドは肝臓でアセチル化を経て代謝される。アセチル化にかかわる酵素には2つの形質があるため、患者によっては他の患者よりも薬を速く代謝することがある。したがって、半減期は二峰性の確率分布をとることになり、米国人の場合だと1時間と3時間のところにピークが生じる。代謝物は尿に排出される。腎不全の場合でも、投薬量はふつう調整する必要はない。

## イソニアジドの別称と略語
- イソニコチルヒドラジン
- イソニコチン酸ヒドラジド
- アイナ (INH, INAH)
- H（「ヒドラジド」を意味すると同時に、世界保健機構における公的略号でもある）

## 合成法
イソニアジドは、4-メチルピリジンを酸化してできるイソニコチン酸を、エステル化したのちヒドラジンと反応させて合成する。また、4-シアノピリジンを塩基加水分解してアミドを生成させ、それからアミノ基部分をヒドラジンで置換することによって合成しても得られる（下図）。